# Secrets enfouis
Secrets enfouis est un téléfilm américain de Michael Toshiyuki Uno diffusé en 1996.

## Synopsis
Anne-Lise Vallum emménage avec sa mère dans une villa en bord de mer à la suite du décès de son père.
La jeune femme commence à faire des rêves étranges, à avoir des hallucinations, à entendre des voix.
Elle décide alors d'enquêter sur les évènements qui se seraient passés dans la maison quelques années auparavant…

## Fiche technique
- Titre : Buried Secrets
- Scénario : John Leekley
- Producteur : Jeb Rosebrook
- Origine : États-Unis
- Durée : 1 h 26 min
- Format : Couleurs

## Distribution
- Tiffani Amber Thiessen : Annalisse Vellum
- Tim Matheson : Clay Roff
- Melinda Culea : Laura Vellum
- Erika Flores : Mary Roff
- Kelly Rutherford : Danielle Roff
- Channon Roe : Johnny Toussard
- Lori Hallier : Cynthia
- Nicky Guadagni : Bibliothécaire
- Elizabeth Horton : Heather
- Shelley Cook : Ann Roff
- Denis Akiyama (en) : Docteur #1
- Arlene Meadows : Infirmière Raskin
- John Boylan (en) : Docteur #2